# Carl Herrera
Carl Herrera é um ex-basquetebolista venezuelano que foi campeão da Temporada da NBA de 1993-94 jogando pelo Houston Rockets.